# Fekete esőbéka
A fekete esőbéka (Breviceps fuscus)  a kétéltűek (Amphibia) osztályába és  a békák (Anura) rendjébe, ezen belül a Brevicipitidae családjába tartozó faj.

## Előfordulása
A fekete esőbéka Dél-Afrikában, a Cape Fold Belt hegység déli lejtőin fordul elő, legfeljebb 1000 méteres magasságban.